# سيرين (أنمي)
سيرين (セイレン lit. "براءة") هو أنمي تلفزيوني ياباني، أخرجها توموكي كباياشي في استوديو غوكومي وأكسيز. وعرض لأول مرة على TBS بتاريخ يناير 5، الحلقات مركبة مثل مقتطفات، تتحدث كل أربعة حلقات عن فتاة مختلفة وقصتها مع بطل قصة شويتشي كاميتا.

## قصة
شويتشي كاميتا في عامه الثاني من مدرسة ثانوية، وينتابه قلق من امتحانات قبول ومستقبله. في هذه مرحلة من حياته، أصبح متصلا مع عديد من فتيات، وهكذا تتابع القصة شويتشي وعلاقاته معهم.

## شخصيات

### شخصيات رئيسة

#### شويتشي كاميتا
بصوت: أتسوشي تامارو.

بطل القصة، في عامه الثاني من ثانوية، لا يستطيع ترك الناس بعيدين عن مشاكل، وهو قليلا منحرف لديه نزعة لتخيل أشياء بديئة، يحب لعب ألعاب فيديو في منزل أو متجر ألعاب أو أي مكان.

#### هيكاري تسونكي
بصوت: أياني ساكورا.

تدرس في صف 2-B في مدرسة ثانوية كيبيتو، هي دائما مرحة وتحب أكل، وعنيدة في بعض أحيان، وتعمل أيضا بدوام جزئي كطباخة في مطعم.

#### تورو مياماي
بصوت: شينو شيموجي.

تدرس في قسم 3-A في مدرسة ثانوية كيبيتو، ماهرة في ألعاب الفيدي، تجد صعوبة في تحدث مع من لا يشاركها هوايتها.

#### كيوكو تونو
بصوت: جوري كيمورا.

صديقة طفولة شويتشي، في عامها الأول في مدرسة ثانوية كيبيتو، تلميذة سمعتها حسنة وتحب قراءة شوجو مانغا، تصرفاتها طفولية في بعض أحيان وهذا ما هي قلقة حياله.

## أقرأ أيضا
- ري زيرو
- تشوبيتس

## وصلات خارجية
سيرين على موقع IMDb (الإنجليزية)
- سيرين على موقع قاعدة بيانات الفيلم (الإنجليزية)
- سيرين على موقع ANN anime (الإنجليزية)